# Noma (Restaurant)

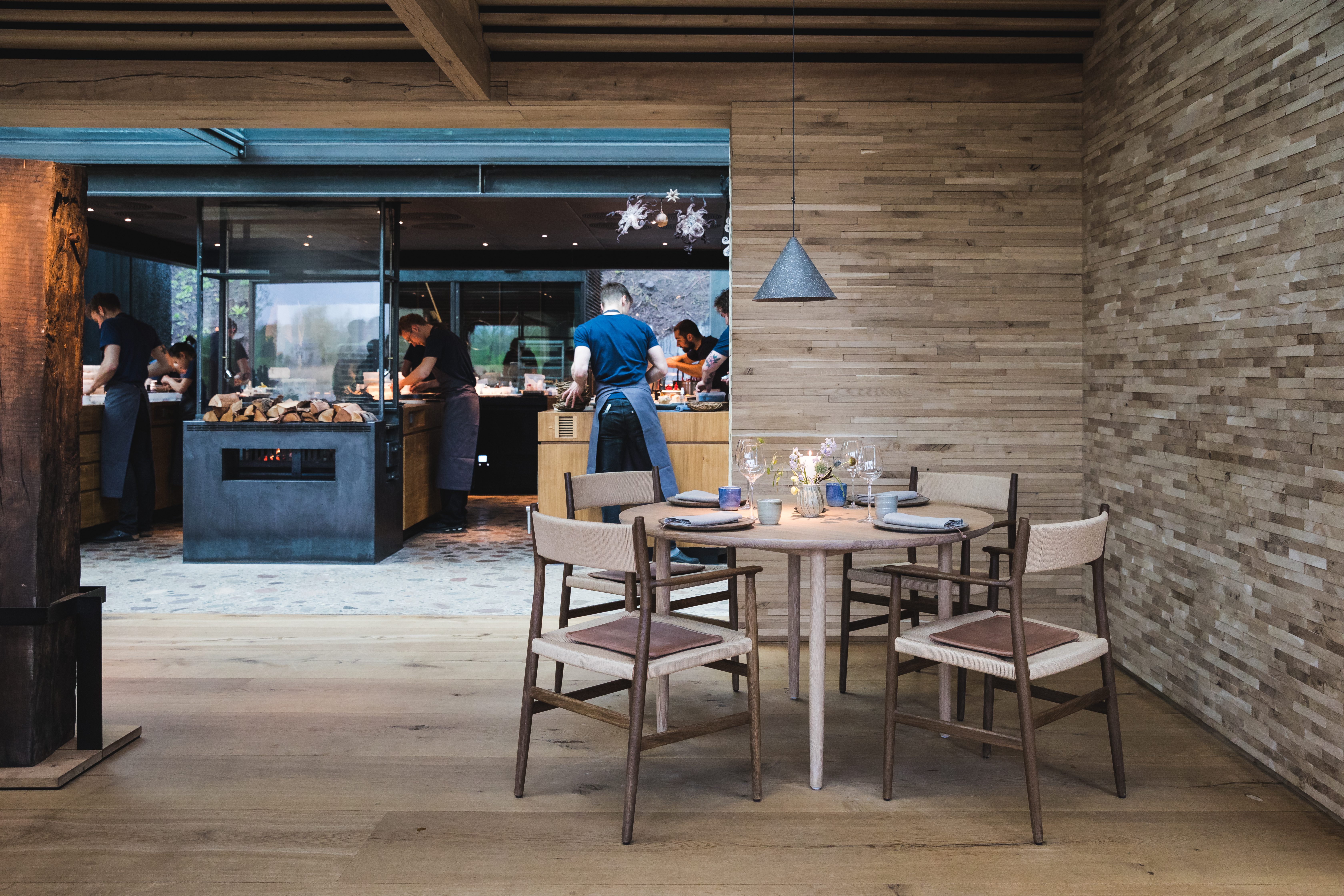
Inneneinrichtung im Noma (2018)

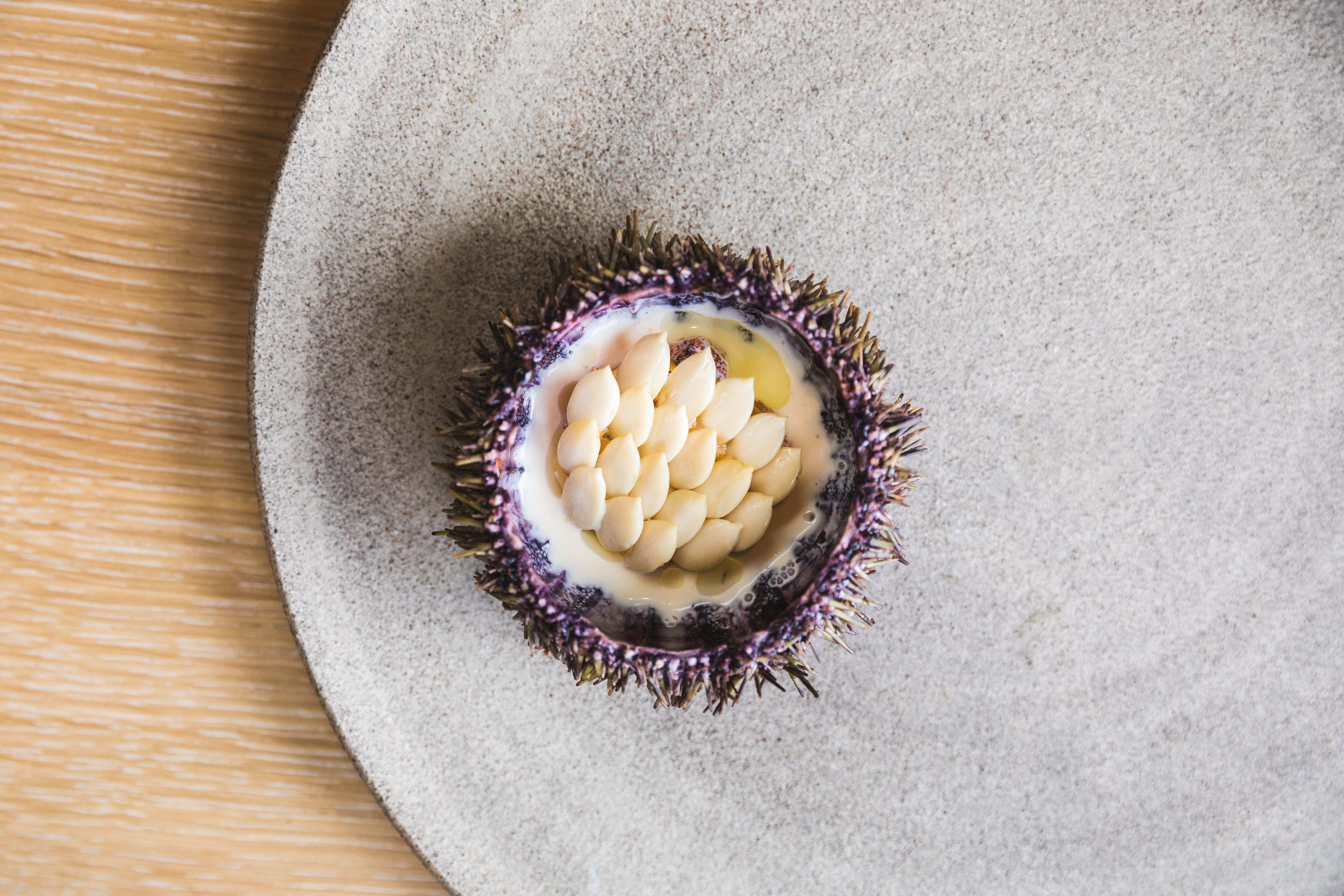
Seeigel und Kürbiskerne in Kartoffelrosenöl

Das Noma ist ein Restaurant in der dänischen Hauptstadt Kopenhagen, das mit drei Michelin-Sternen ausgezeichnet wurde. Der Name Noma ist ein Silbenwort aus den dänischen Wörtern nordisk ‚nordisch‘ und mad ‚Essen‘.
Die Küche unter dem Küchenchef René Redzepi pflegte eine kreative Interpretation nordischer Gerichte, die bevorzugt aus heimischen Produkten, insbesondere Fisch, lokalem Gemüse und verschiedenen, auch ungewöhnlichen, lokalen Kräutern und Zutaten bestanden.
Noma wurde von der Fachzeitschrift Restaurant Magazine fünfmal (2010, 2011, 2012, 2014, 2021) zum besten Restaurant der Welt gewählt.

## Geschichte
Als das Noma 2003 von Redzepi und seinem Haupteigentümer, dem dänischen Koch Claus Meyer, eröffnet wurde, ließen sich die beiden Köche durch Rezeptideen aus einem Überlebenshandbuch der schwedischen Armee inspirieren, in dem beschrieben wurde, wie man zu Kriegszeiten allein mit aus der Natur vorgegebenen Gaben auskommen würde.

## Standorte
Es befand sich von 2003 bis 2016 in Nordatlantens Brygge, einem Speichergebäude aus dem 18. Jahrhundert im Kopenhagener Stadtteil Christianshavn, Strandgade 91. Im Juli/August 2012, während das Lokal in Kopenhagen renoviert wurde, zog das Noma-Team anlässlich der Olympischen Sommerspiele 2012 ins Londoner Fünfsternehotel Claridge’s.
In der Folgezeit schloss das Restaurant immer wieder vorübergehend, um im Ausland als Pop-Up Restaurant zu gastieren: 2015 in Tokio, 2016 in Sydney, April und Mai 2017 in Tulum, 2023 in Kyōto. Für 2024 ist erneut ein Pop-Up-Restaurant in Kyōto geplant.
Im Februar 2018 bezog das Noma seinen neuen Standort auf der Wallanlage von Christianshavn in einem eigens errichteten Gebäude. Der neue Standort wurde nach Plänen vom Architekturbüro von Bjarke Ingels umgesetzt.

## Dokumentarfilme
2008 wurde von Danmarks Radio ein Dokumentarfilm unter dem Titel Noma på kogepunktet ‚Noma am Siedepunkt‘ produziert, der die Arbeit des Küchenchefs porträtiert. Der Film sorgte wegen des rauen Arbeitsklimas, das hinter den Kulissen des Nobelrestaurants herrscht, in Dänemark für einiges Aufsehen.
2015 wurde der britische Dokumentarfilm Noma - Ein Blick hinter die Kulissen des besten Restaurants der Welt (Originaltitel: Noma - My Perfect Storm) des französischen Regisseurs Pierre Deschamps produziert; in den deutschen Kinos startete er im Februar 2017.

## Auszeichnungen
- 2007: Platz 15: Bestes Restaurant der Welt
- 2008: Platz 10: Bestes Restaurant der Welt
- 2008: Die Nutzer der Webseite TripAdvisor bewerteten Noma als bestes Restaurant der Welt[12]
- 2008: René Redzepi ausgezeichnet als internationaler Koch des Jahres auf der Lo Mejor de la Gastronomia-Konferenz in San Sebastián, Spanien[13]
- 2008–2020: Zwei Sterne im Guide Michelin[14]
- 2009: Platz 3: Bestes Restaurant der Welt und Chefs' Choice
- 2010: Platz 1: Bestes Restaurant der Welt, 2010 Restaurant Magazine Top 50[15]
- 2011: Platz 1: Bestes Restaurant der Welt, 2011 Restaurant magazine Top 50[16]
- 2012: Platz 1: Bestes Restaurant der Welt, 2012 Restaurant magazine Top 50[17]
- 2013: Platz 2: Bestes Restaurant der Welt, 2013 Restaurant magazine Top 50[18]
- 2014: Platz 1: Bestes Restaurant der Welt, 2014 Restaurant magazine Top 50[19]
- 2021: Drei Sterne im Guide Michelin[4]
- 2021: Platz 1: Bestes Restaurant der Welt, 2021, The World's 50 Best Restaurants[20]
- 2022: Aufnahme in die Liste Best of the Best, 2022, Best of the Best[21]